# Прњавор (Шабац)
Прњавор је насељено место у Србији у граду Шабац у Мачванском округу. Према попису из 2022. било је 3.324 становника. До 1965. ово насеље је било седиште Општине Прњавор коју су чинила насељена места: Бела Река, Дуваниште, Липолист, Петковица, Петловача, Прњавор, Рибари, Скрађани, Слепчевић, Змињак (после укидања општине припојени општини Шабац); Чокешина и Ново Село (после укидања општине припојени Општини Лозница).
У селу се налази Спомен капела са костурницом, која представља непокретно културно добро као споменик културе од изузетног значаја. У Прњавору је рођен Драгутин Лазаревић Цакан, југословенски атлетичар, државни рекордер у скоку удаљ и државни репрезентативац.

## Историја
На почетку Првог светског рата место је било на удару аустроугарске "казнене експедиције", током које страдало на ужасан начин много Срба - недужних немоћних цивила. Ту је убијено и спаљено претходно измасакрираних 352 становника. А били су то пре свега старци, жене и деца. Прњаворска православна црква задужбина Михаила Самуровића трговца је претворена тада у огањ. Аустроугарски војници су претходно у њу дотерали, сурово убили а затим све запалили. У цркви је изгорео и народни посланик старац Павле Самуровић. И кућа Петра Попадића је завршила на исти начин; све укућане и комшије су живе запалили. Од 30 чланова задруге Попадић преживела су само три младића - одсутна војника. У кући мештанина Милутиновића 16. августа 1914. спаљено је 96 лица. Село Прњавор је тог августа 1914. године било уништено. Комисија за истраживање покоља у Прњавору извршила је убрзо увиђај и саставила извештај. Швајцарац, др Арчибалд Рајс је као велики стручњак криминолог истражио то незамисливо насиље и објавио га свету.
Године 1934. краљ Александар I Карађорђевић је одликовао Орденом Карађорђеве звезде са мачевима IV степена "места мученике" Шабац и Прњавор. Југословенски владар је посетио село и лично предао орден. Било је то у поводу обележавања стравичних догађаја из ратне 1914. године. У спомен-костурници у Прњавору пренете су кости прњаворских мученика са разних локација (и Лешнице). Извршиоци гнусних злочина, током којих су убијана деца и жене из Прњавора, били су војници 42. "Вражје" домобранске дивизије, прецизније - из 25. хрватског домобранског пука. На спомен-плочи уклесана су 621 имена - поред несрећних цивила ту су сахрањени и изгинули српски војници.

## Галерија
- Споменик НОБ-а
- Зграда
- Зграда школе
- Споменик на месту спаљене школе у Првом св. рату
- Споменик на месту спаљене куће у Првом св. рату
- Споменик Арчибалда Рајса на месту стрељања у Првом св. рату

## Демографија
У насељу Прњавор живи 3553 пунолетна становника, а просечна старост становништва износи 39,4 година (38,1 код мушкараца и 40,7 код жена). У насељу има 1322 домаћинства, а просечан број чланова по домаћинству је 3,38.
Ово насеље је великим делом насељено Србима (према попису из 2002. године), а у последња три пописа, примећен је пад у броју становника.
|  |

| Демографија | Демографија | Демографија |
| Година      | Становника  | Становника  |
| ----------- | ----------- | ----------- |
| 1948.       | 3.014       |             |
| 1953.       | 3.390       |             |
| 1961.       | 4.100       |             |
| 1971.       | 4.538       |             |
| 1981.       | 4.892       |             |
| 1991.       | 4.718       | 4.587       |
| 2002.       | 4.464       | 4.733       |
| 2011.       | 3.931       |             |

| Етнички састав према попису из 2002.‍ | Етнички састав према попису из 2002.‍ | Етнички састав према попису из 2002.‍ | Етнички састав према попису из 2002.‍ | Етнички састав према попису из 2002.‍ |
| ------------------------------------ | ------------------------------------ | ------------------------------------ | ------------------------------------ | ------------------------------------ |
|                                      |                                      |                                      |                                      |                                      |
| Срби                                 | Срби                                 |                                      | 4.389                                | 98,31%                               |
| Роми                                 | Роми                                 |                                      | 36                                   | 0,80%                                |
| Црногорци                            | Црногорци                            |                                      | 4                                    | 0,08%                                |
| Муслимани                            | Муслимани                            |                                      | 4                                    | 0,08%                                |
| Хрвати                               | Хрвати                               |                                      | 3                                    | 0,06%                                |
| Руси                                 | Руси                                 |                                      | 3                                    | 0,06%                                |
| Југословени                          | Југословени                          |                                      | 3                                    | 0,06%                                |
| Чеси                                 | Чеси                                 |                                      | 1                                    | 0,02%                                |
| Украјинци                            | Украјинци                            |                                      | 1                                    | 0,02%                                |
| непознато                            | непознато                            |                                      | 10                                   | 0,22%                                |

| Година пописа     | 1948. | 1953. | 1961. | 1971. | 1981. | 1991. | 2002. |
| ----------------- | ----- | ----- | ----- | ----- | ----- | ----- | ----- |
| Број домаћинстава | 656   | 735   | 996   | 1.135 | 1.316 | 1.335 | 1.322 |

| Број чланова      | 1   | 2   | 3   | 4   | 5   | 6   | 7  | 8  | 9 | 10 и више | Просек |
| ----------------- | --- | --- | --- | --- | --- | --- | -- | -- | - | --------- | ------ |
| Број домаћинстава | 227 | 298 | 215 | 232 | 175 | 108 | 36 | 13 | 4 | 14        | 3,38   |

| Пол    | Укупно | Неожењен/Неудата | Ожењен/Удата | Удовац/Удовица | Разведен/Разведена | Непознато |
| ------ | ------ | ---------------- | ------------ | -------------- | ------------------ | --------- |
| Мушки  | 1.847  | 575              | 1.143        | 68             | 54                 | 7         |
| Женски | 1.890  | 325              | 1.169        | 348            | 44                 | 4         |
| УКУПНО | 3.737  | 900              | 2.312        | 416            | 98                 | 11        |

| Пол    | Укупно                    | Пољопривреда, лов и шумарство | Рибарство                            | Вађење руде и камена | Прерађивачка индустрија       |
| ------ | ------------------------- | ----------------------------- | ------------------------------------ | -------------------- | ----------------------------- |
| Мушки  | 1.004                     | 440                           | 0                                    | 0                    | 96                            |
| Женски | 512                       | 307                           | 0                                    | 0                    | 28                            |
| УКУПНО | 1.516                     | 747                           | 0                                    | 0                    | 124                           |
| Пол    | Производња и снабдевање   | Грађевинарство                | Трговина                             | Хотели и ресторани   | Саобраћај, складиштење и везе |
| Мушки  | 15                        | 142                           | 93                                   | 23                   | 63                            |
| Женски | 1                         | 1                             | 55                                   | 11                   | 8                             |
| УКУПНО | 16                        | 143                           | 148                                  | 34                   | 71                            |
| Пол    | Финансијско посредовање   | Некретнине                    | Државна управа и одбрана             | Образовање           | Здравствени и социјални рад   |
| Мушки  | 0                         | 11                            | 25                                   | 10                   | 14                            |
| Женски | 0                         | 2                             | 5                                    | 28                   | 48                            |
| УКУПНО | 0                         | 13                            | 30                                   | 38                   | 62                            |
| Пол    | Остале услужне активности | Приватна домаћинства          | Екстериторијалне организације и тела | Непознато            | Непознато                     |
| Мушки  | 19                        | 0                             | 0                                    | 53                   | 53                            |
| Женски | 6                         | 0                             | 0                                    | 12                   | 12                            |
| УКУПНО | 25                        | 0                             | 0                                    | 65                   | 65                            |